# Марки
Марки (пољ. Marki) је приградско насеље Варшаве. Налази се северозападно од Варшаве. По подацима из 2012. године број становника у месту је био 28 288. Кроз Марки тече река Дуга (Długa) као и река Црна (Czarna) .
Насеље: Марки се због своје дужине дели на многе посебне делове нпр. Пустелњик (Pustelnik), Макувка (Makówka), Струга (Struga), Црна Струга (Czarna Struga).

## Становништво
| 2012.  |
| ------ |
| 28.288 |